# 黄金角
黄金角（おうごんかく、Golden angle）は、円周を
{\displaystyle 1:{\frac {1+{\sqrt {5}}}{2}}}　≒　{\displaystyle 1:{\frac {1+2.2360679774\cdots }{2}}}
の黄金比で2分した際の、狭い方の角度。
近似値は、約137.507764…度。

## 解説
前述の近似値は、
{\displaystyle 180\times (3-{\sqrt {5}})}
{\displaystyle 180\times (3-2.2360679774\cdots )}
{\displaystyle 180\times 0.763932023\cdots }
でも算出される。
360°全体に対する、この角度の割合は、約0.381966011…。（つまり、1 − 約0.618033989	
…。）。
{\displaystyle 2:3.2360679774\cdots }　→　{\displaystyle 2/5.2360679774\cdots }

## 応用
木が枝を、草花や野菜が葉を、黄金角で順番に出していくことは、太陽光線を最大限に受けるために最適ともいわれている。分度器を持っていない植物が、どのようにこの角度を求めているのかはまだ不明だが、植物ホルモン（オーキシン）の影響を唱える説もある。
2012年11月にシャープが発売したドラム式洗濯乾燥機「ES-Z100」には、同社開発センターが推進する「ネイチャーテクノロジー」として、黄金角が応用されている（翌年の後継機「ES-V540」でも採用）。新製品のドアガラスの内側に洗濯板を付けることを決めた際に、どの方向から衣類が当たっても凹凸で対応できる洗浄力を追求していた。そして、黄金角の場合が最も効果的な洗浄力を発揮できるという結論に至り、限られたスペースに黄金角で螺旋状に種が並ぶひまわりをモチーフに「ひまわりガラス」と名付けた。同社によると、無地のガラス板よりも約10%洗浄力が高いという。